# Pedra de serpente

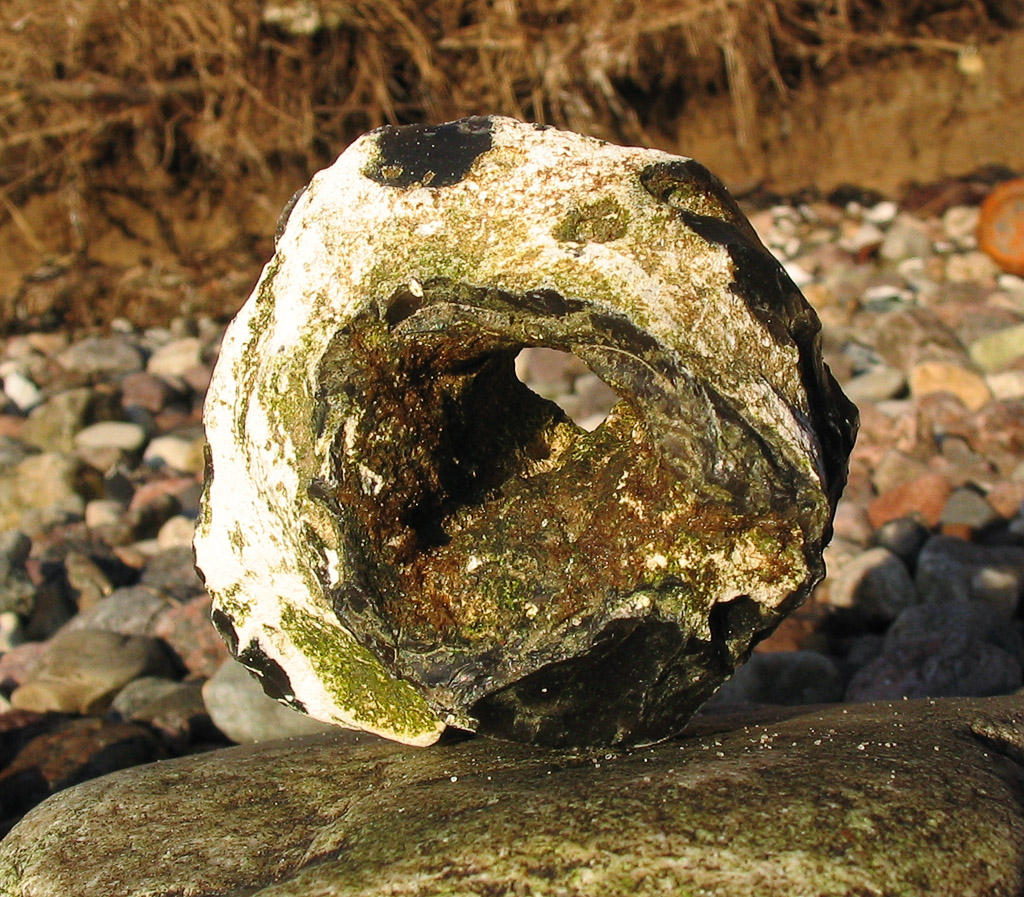
hagstone, local: Dänholm, Alemanha, Mar Báltico

Uma pedra de serpente é um tipo de rocha, geralmente vítrea, com um furo natural. Tais pedras foram descobertas por arqueólogos, tanto a grã-Bretanha quanto no Egito. Comumente são encontrados no Norte da Alemanha, na costa do Norte e do Mar Báltico.
Na grã-Bretanha, eles também são chamados de pedras de bruxa, pedras de feiticeira, ovos da serpente, ovos de cobra, hagstone (em inglês) ou Glain Neidr no país de Gales, milpreve em Cornwall, adderstanes no sul da Escócia e Gloine nan Druidh ("Vidro dos Drúidas" em Gaélico Escocês) no norte. No Egito, são chamados de aggry ou aggri.
Acreditasse que as pedras de serpente  tenham poderes mágicos, como a proteção contra mau-olhado ou encantos malignos, impedindo pesadelos, que cura a tosse convulsa, olhando através do buraco da pedra dá a capacidade de verdisfarces e armadilhas de fadas ou bruxas, e, claro, cura o veneno de picada de cobra. De acordo com a crença popular, uma verdadeira pedra de serpente flutua na água.
Há  três tradições diferentes para as origens das pedras de serpente. Uma defende que as pedras são a saliva endurecido de um grande número de serpentes reunidas e os buracos são causados pelas suas línguas. A segunda afirma que a pedra é a cabeça de uma serpente ou é feita pela picada de uma víbora. A terceira é o mais recente (e muito mais fácil de alcançar). Ela afirma que a pedra pode ser qualquer pedra com um furo no meio criado pela ação da  água. A intervenção humana (por exemplo, direcionamento da água ou a colocação da pedra) não é permitido.